# جاش کولی
جاش کولی (انگلیسی: Josh Cooley) پویانما، کارگردان و فیلم‌نامه‌نویس اهل ایالات متحده آمریکا است. وی از سال ۲۰۰۴ میلادی تاکنون مشغول فعالیت بوده‌است.

## فیلم‌شناسی
- شگفت‌انگیزان (۲۰۰۴) – هنرمند استوری‌برد
- ماشین‌ها (۲۰۰۶) – هنرمند استوری‌برد
- راتاتویی (۲۰۰۷) – هنرمند استوری‌برد
- بالا (۲۰۰۹) – هنرمند استوری‌برد
- جرج و ای.جی. (۲۰۰۹، کوتاه) – نویسنده، کارگردان
- ماشین‌ها ۲ (۲۰۱۱) – هنرمند استوری‌برد
- پشت و رو (۲۰۱۵) – فیلم‌نامه‌نویس (به‌همران پیت داکتر و مگ لفاوه)؛ سرپرست استوری‌برد؛ صدای دلقک
- اولین قرار رایلی؟ (۲۰۱۵، کوتاه) – کارگردان
- داستان اسباب‌بازی ۴ (۲۰۱۸) – کارگردان